# Xanthomonadophyceae
Xanthomonadophyceae је традиционална класа у оквиру раздела (групе) жутозелених алги.

## Карактеристике
Врсте ове класе имају монадоидну грађу. Ћелијски зид им није јасно диференциран. Имају два неједнака бича уз помоћ којих се крећу кроз воду. Један бич је краћи, код неких врста се тешко уочава, а код неких је редукован. Размножавају се деобом ћелија. Многе врсте образују ендогене споре које имају зид сачињен из два дела.